# Aalten
Aalten és un municipi de la província de Gelderland, al centre-oest dels Països Baixos. L'1 de gener del 2021 tenia 27.120 habitants repartits sobre una superfície de 97,09 km² (dels quals 0,52 km² corresponen a aigua). Limita al nord amb Oost Gelre, al nord-est amb Winterswijk, a l'oest amb Oude IJsselstreek i al sud amb Bocholt.

## Centres de població
Aalten, Barlo, Bredevoort, Dale, Dinxperlo, Haart, Heurne, IJzerlo, 't Klooster i Lintelo.

## Administració
Des del 14 de gener del 2019, l'alcalde del municipi és Anton Stapelkamp del ChristenUnie. Els 21 membres del consistori municipal són, des del 2022:
| Partit              | Escons |
| ------------------- | ------ |
| CDA                 | 7      |
| Gemeentebelangen    | 4      |
| BBB                 | 4      |
| Progressieve Partij | 2      |
| VVD                 | 1      |
| D66                 | 1      |
| ChristenUnie        | 1      |
| Font:               |        |

## Galeria d'imatges

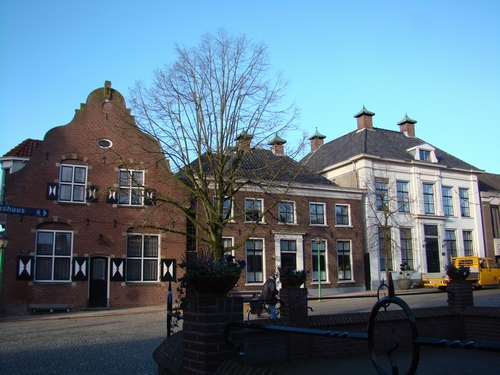
Ajuntament
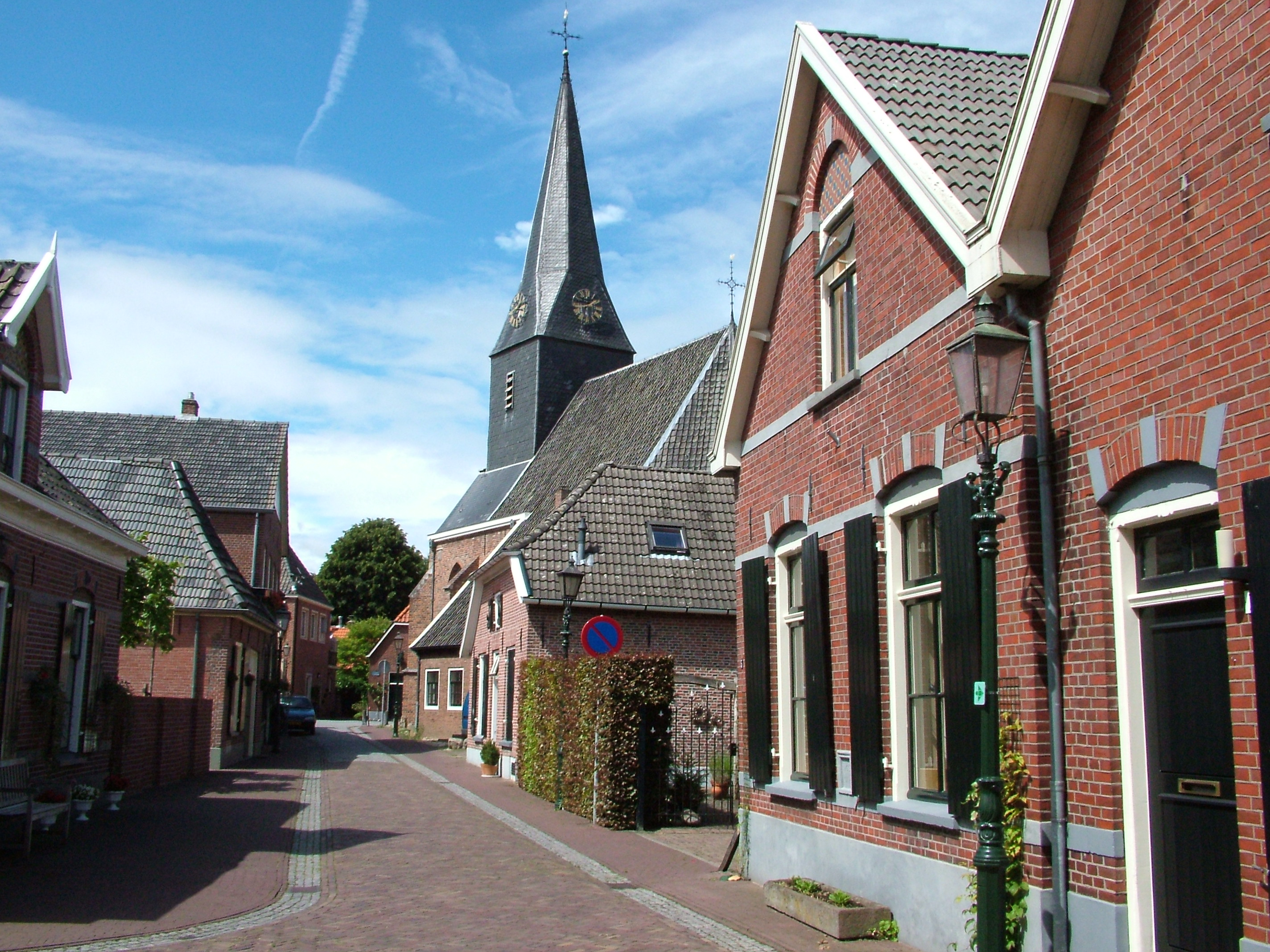
Bredevoort
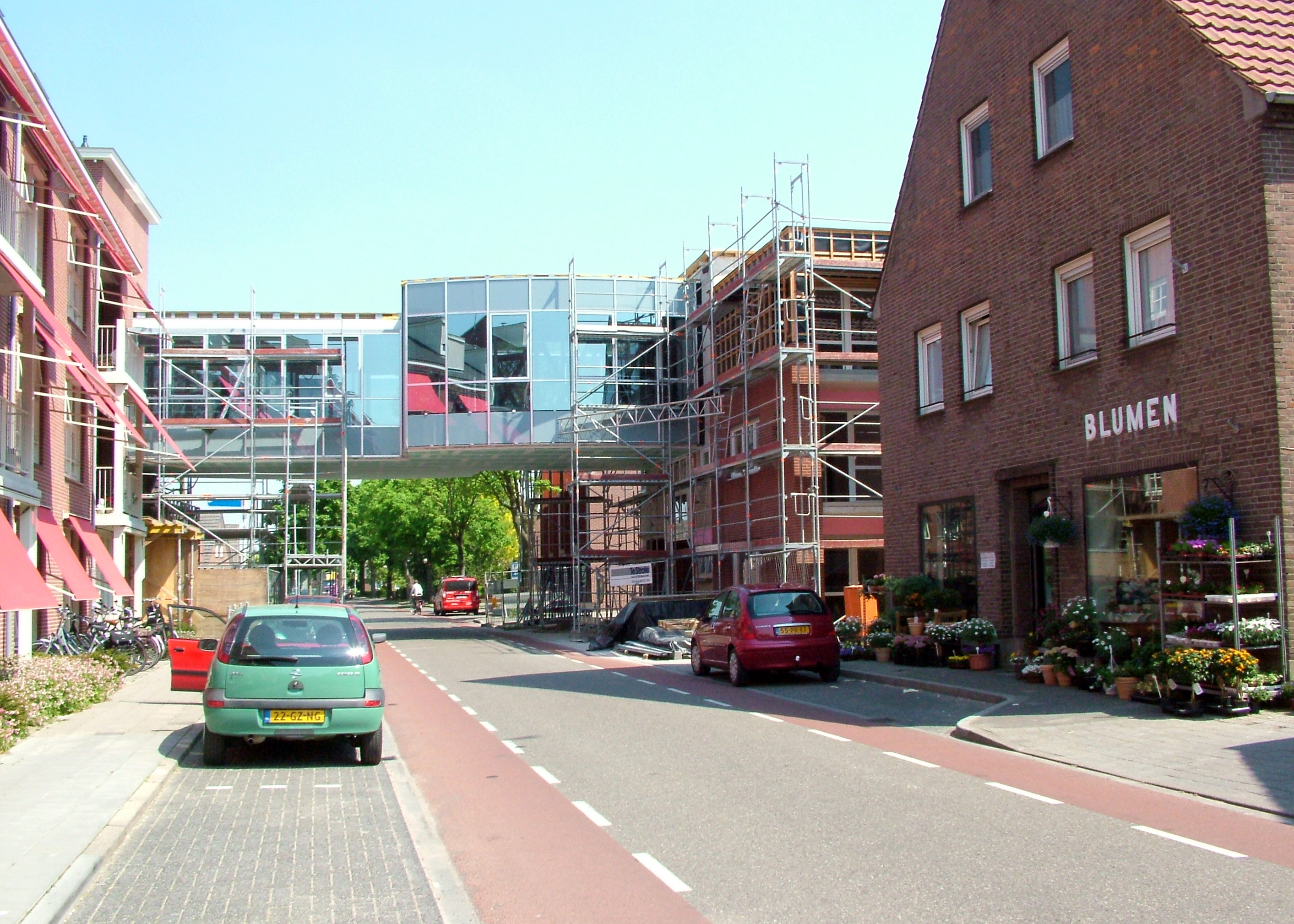
Dinxperlo
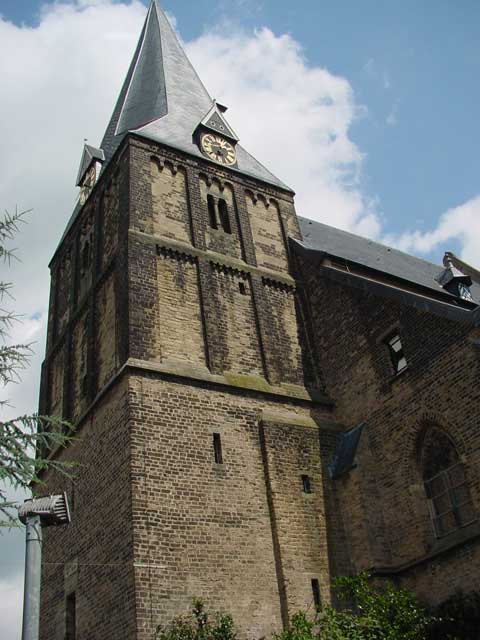
Església vella d'Aalten